# كارل دبليو. وايس
كارل دبليو. وايس (بالإنجليزية: Carl W. Weiss)‏ هو عسكري أمريكي، ولد في 27 مارس 1915 في ديترويت في الولايات المتحدة، وتوفي في 2 نوفمبر 1942 في جوادالكانال في جزر سليمان.